# Bojni inženirci
Bojni inženirci (tudi pionirji oz. saperji) so vojaški inženirci, ki izvajajo inženirske, gradbene, demolicijske in druge naloge med bojem oz. za potrebe oboroženih sil; ostale vrste vojaških inženircev (mostovne enote, gradbene enote,...) izvajajo svoje dejavnosti v nebojnem okolju.
Bojni inženirci tako poleg klasičnega inženirskega znanja potrebujejo tudi pehotno urjenje, tako da lahko aktivno sodelujejo tudi v boju. Med klasične naloge bojnih inženircev spadajo tako postavljanje in/ali odstranjevanje minsko-eksplozivnih sredstev, ovir (npr. bodeče žice),... 

## Seznam bojnih inženircev
- Kraljevi avstralski inženirci (Avstralija)
- Kanadski vojaški inženirci (Kanada)
- Inženirski polk (Danska)
- Korpus inženircev (Indija)
- Inženirski korpus Irske kopenske vojske (Irska)
- Izraelski inženirski polk (Izrael)
- Korpus kraljevih novozelandskih inženircev (Nova Zelandija)
- Korpus inženircev Pakistanske kopenske vojske (Pakistan)
- Šrilanski inženirci in Polk inženirskih služb (Šrilanka)
- Korpus inženircev Kopenske vojske ZDA (ZDA)